# Mia Santoromito
Mia Santoromito, née le 29 mars 1985 à Sydney, est une joueuse australienne de water-polo. Elle est la sœur de Jenna Santoromito, elle aussi joueuse de water-polo.

## Palmarès
- Jeux olympiques d'été de 2008 à Pékin
  -  médaille de bronze au tournoi olympique